# Mohamed Hussein Roble
Mohamed Hussein Roble (nacido en octubre de 1963) es un político somalí, Primer Ministro de Somalia desde septiembre de 2020 hasta junio de 2022. Antes de ingresar a la política, se desempeñó como miembro de la Organización Internacional del Trabajo e ingeniero ambiental.

## Biografía
Nació en Hobyo en octubre de 1963. Proveniente del subclan de Hawiye. Recibió una licenciatura en Ingeniería Civil de la Universidad Nacional de Somalia y luego asistió al Real Instituto de Tecnología, donde completó una maestría en ingeniería ambiental e ingeniería sostenible.
Fue designado para el puesto de primer ministro por el presidente de Somalia, Abdullahi Mohamed en septiembre. Fue elegido el 18 de septiembre de 2020 y confirmado por unanimidad por el Parlamento Federal de Somalia el 23 de septiembre. Estableció su primera agenda en un discurso que pronunció ante el Parlamento de Somalia.
En septiembre de 2021, Mohamed Hussein Roble acusó a Mohamed Abdullahi Mohamed de obstruir una investigación que condujo a la dimisión del jefe del NISA.
En septiembre de 2021, el presidente somalí Mohamed Abdullahi Mohamed retiró los poderes ejecutivos ”Mohamed Hussein Roble,“ El primer ministro violó la constitución de transición y sus poderes ejecutivos se retiraron (...), en particular sus poderes de acusación y / o nombramiento de líderes hasta el se han llevado a cabo elecciones ”, dijo un comunicado de la oficina del presidente.